# Светско првенство у фудбалу 1934.
Светско првенство у фудбалу 1934. године је друго овакво такмичење, које се одржало од 27. маја до 10. јуна у Италији. Одлуку о одржавању светскога првенства у Италији донела је ФИФА у октобру 1932. године. Први пут је првенство одржано у Европи.
За ово светско првенство први пут су одржане квалификације за учешће на главном турниру. Квалификације су играле 32 репрезентације са свих континената, а 16 их се такмичило на завршном турниру. Домаћин Италија постала је по први пут победник првенства, играјући у финалу против репрезентације Чехословачке резултатом 2:1, што је био први тријумф једне европске екипе.

## Квалификације
Ово светско првенство било је јединствено по томе што је бранилац титуле са Светског првенства 1930., репрезентација Уругваја, одбила учествовати у Европи у знак протеста што је већина европских репрезентација одбила путовати на Светско првенство 1930. у Уругвају. Касније се није догодило да бранилац титуле одбије учешће на следећем светском првенству. Још једна занимљива чињеница је да су и домаћини такмичења, Италијани, морали играти у квалификацијама, што је ФИФА одмах затим, а пре Светског првенства 1938. у Француској избацила и одлучила да се земља домаћин аутоматски квалификује.
Само десет од укупно 32 репрезентације које су играле у квалификацијама нису биле европске, а само су четири, од шеснаест квалификованих за главни турнир нису биле из Европе. Последње место у главном турниру додељено је репрезентацији САД после победе у Риму над репрезентацијом Мексика, и то само три дана пре почетка главног турнира.

## Учесници Светског првенства 1934.
| 12 из Европе                  | Шведска          | Шпанија      | Италија    | Мађарска  |
|                               | Аустрија         | Чехословачка | Швајцарска | Румунија  |
|                               | Холандија        | Белгија      | Немачка    | Француска |
| 2 из Јужне Америке            | Бразил           | Аргентина    |            |           |
| 1 из Северне - Средње Америке | Сједињене Државе |              |            |           |
| 1 из Африке и Азије           | Египат           |              |            |           |

## Стадиони
Првенство се одржавало на осам стадиона у осам италијанских градова:
| Место   | Стадион                               | Отворен            | Капацитет | бр. утак. |
| ------- | ------------------------------------- | ------------------ | --------- | --------- |
| Болоња  | Стадион Литорале                      | 29. мај 1927       | 50.000    | 2         |
| Фиренца | Стадион Ђовани Берта                  | 13. септембар 1931 | 55.000    | 3         |
| Ђенова  | Стадион Луиђи Ферарис                 | 21. јануар 1911.   | 30.000    | 1         |
| Милано  | Стадион Сан Сиро                      | 19. септембар 1926 | 45.000    | 3         |
| Напуљ   | Стадион Ђорђо Аскарели                | 27. мај 1934       | 45.000    | 2         |
| Рим     | Стадион Националне фашистичке партије | 25. март 1928.     | 55.000    | 3         |
| Трст    | Стадион Литорио                       | 1933               | 25.000    | 1         |
| Торино  | Стадион Бенито Мусолини               | 14. мај 1933       | 55.000    | 2         |

## Такмичење
За такмичење треба нагласити и да је домаћин Италија (у којој је тада био на власти фашистички режим) у сврху пропаганде своје власти и појачања изгледа за победу на светском првенству, ангажовала пар аргентинских репрезентативаца за свој тим. Исти играчи су на прошлом Светском првенству 1930. играли за Аргентину. То су били Енрике Гвајта и Рајмундо Орси, играчи италијанског порекла. Акција је обављена уз велике протесте аргентинских фудбалских кругова.
Турнир се одржао по куп систему. У случају нерешеног резултата играју се продужеци, а ако и после продужетака остане нерешен резултат, игра се нова утакмица. Осам европских репрезентација: Аустрије, Чехословачке, Немачке, Мађарске, Италије, Шпаније, Шведске и Швајцарске, прошле су у четвртфинале.
У четвртфиналу је одиграна прва поновљена утакмица у историји светских првенстава. Након нерешене утакмице између Италије и Шпаније у којој ни продужеци нису одлучили победника (у то време се нису изводили једанаестерци који би одлучили победника), одиграли су још једну утакмицу у којој је Италија победила 1:0, а истим је резултатом победила и Аустрију у полуфиналу и тако осигурала место у финалу. Чехословачка се пласирала у финале победом над Немачком од 3:1 у полуфиналу.
Финале се играло на Стадиону Националне фашистичке партије (итал. Stadio Nazionale P.N.F.). Чехословачка је повела у седамдесетом минуту, да би пред сам крај Италијани изједначили, а касније у продужецима дали још један гол за победу и трофеј.
Италијански вођа Бенито Мусолини искористио је домаћинство за промоцију фашистичке партије. Такође, Италији су биле наклоњене и судије, као нпр. у четвртфиналу против Шпаније, када је швајцарски судија Рене Мерсе фаворизовао домаћина, да би му касније Фудбалски савез Швајцарске доживотно забранио суђење због фаворизовања једне од екипа на терену. Слично суђење је виђено и у финалу када је судио Швеђанин Иван Еклинд.
Победе на Олимпијским играма 1936. и Светском првенству у Француској 1938. потврдиле су надмоћ Италијана и без помоћи судија.

## Резултати

### Осмина финала
27. мај
| Место   | 1 екипа      | Резултат             | 2. екипа         |
| ------- | ------------ | -------------------- | ---------------- |
| Рим     | Италија      | 7:1 (3:0)            | Сједињене Државе |
| Трст    | Чехословачка | 2:1 (0:1)            | Румунија         |
| Фиренца | Немачка      | 5:2 (1:2)            | Белгија          |
| Торино  | Аустрија     | 3:2 (1:1, 1:1 прод.) | Француска        |
| Ђенова  | Шпанија      | 3:1 (3:0)            | Бразил           |
| Милано  | Швајцарска   | 3:2 (2:1)            | Холандија        |
| Болоња  | Шведска      | 3:2 (1:1)            | Аргентина        |
| Напуљ   | Мађарска     | 4:2 (2:1)            | Египат           |

| недеља 27. мај 1934. 16:30 | Италија                                                  | 7 : 1 - (Детаљи) Архивирано на веб-сајту (15. јун 2010) | Сједињене Државе | Стадион Национале ПНФ, Рим Гледалаца: око 25.000 Судија: Мерсе (Швајцарска) |
| недеља 27. мај 1934. 16:30 | 18', 29', 64' Скјавио 20', 69' Орси 63' Ферари 90' Меаца |                                                         | 57' Донели       | Стадион Национале ПНФ, Рим Гледалаца: око 25.000 Судија: Мерсе (Швајцарска) |

| недеља 27. мај 1934. 16:30 | Чехословачка        | 2 : 1 - (Детаљи) Архивирано на веб-сајту (25. октобар 2008) | Румунија   | Стадион Литорио, Трст Гледалаца: око 9.000 Судија: Јон Лангенус (Белгија) |
| недеља 27. мај 1934. 16:30 | 49' Пуч 67' Неједли |                                                             | 10' Добаји | Стадион Литорио, Трст Гледалаца: око 9.000 Судија: Јон Лангенус (Белгија) |

| недеља 27. мај 1934. 16:30 | Немачка                                        | 5 : 2 - (Детаљи) Архивирано на веб-сајту (14. октобар 2008) | Белгија         | Градски стадион „Ђовани Берта“, Фиренца Гледалаца: око 8.000 Судија: Матеа (Италија) |
| недеља 27. мај 1934. 16:30 | 26' Кобијерски 47' Зифлинг 67', 70', 86' Конен |                                                             | 31', 43' Ворхоф | Градски стадион „Ђовани Берта“, Фиренца Гледалаца: око 8.000 Судија: Матеа (Италија) |

| недеља 27. мај 1934. 16:30 | Аустрија                       | 3 : 2 (прод.) - (Детаљи) Архивирано на веб-сајту (24. октобар 2008) | Француска                   | Стадион Бенито Мусолини, Торино Гледалаца: око 16.000 Судија: Ван Морсел (Холандија) |
| недеља 27. мај 1934. 16:30 | 44‘ Зинделар 94' Шал 96' Бикан |                                                                     | 19' Никола 114' (пен. Верје | Стадион Бенито Мусолини, Торино Гледалаца: око 16.000 Судија: Ван Морсел (Холандија) |

| недеља 27. мај 1934. 16:30 | Шпанија                             | 3 : 1 - (Детаљи) Архивирано на веб-сајту (15. јун 2010) | Бразил       | Стадион Луиђи Ферарис, Ђенова Гледалаца: око 21.000 Судија: Бирлем (Немачка) |
| недеља 27. мај 1934. 16:30 | 18'(пен. Ирарагори 27', 77' Лангара |                                                         | 56' Леонидас | Стадион Луиђи Ферарис, Ђенова Гледалаца: око 21.000 Судија: Бирлем (Немачка) |

| недеља 27. мај 1934. 16:30 | Швајцарска                   | 3 : 2 - (Детаљи) Архивирано на веб-сајту (3. март 2014) | Холандија          | Стадион Комунале ди Сан Сиро, Милано Гледалаца: око 33.000 Судија: Еклинд (Шведска) |
| недеља 27. мај 1934. 16:30 | 14', 43' Килхолц 64' Абеглен |                                                         | 22' Смит 87' Венте | Стадион Комунале ди Сан Сиро, Милано Гледалаца: око 33.000 Судија: Еклинд (Шведска) |

| недеља 27. мај 1934. 16:30 | Шведска                  | 3 : 2 - (Детаљи) Архивирано на веб-сајту (14. октобар 2008) | Аргентина            | Стадион Литорале, Болоња Гледалаца: око 14.000 Судија: Браун (Аустрија) |
| недеља 27. мај 1934. 16:30 | 8', 67' Јонасон 79' Крон |                                                             | 3' Белис 47' Галатео | Стадион Литорале, Болоња Гледалаца: око 14.000 Судија: Браун (Аустрија) |

| недеља 27. мај 1934. 16:30 | Мађарска                            | 4 : 2 - (Детаљи) Архивирано на веб-сајту (14. јун 2010) | Египат         | Стадион „Ђорђо Аскарели“, Напуљ Гледалаца: око 9.000 Судија: Барлесина (Италија) |
| недеља 27. мај 1934. 16:30 | 12' Телеки 31', 52' Толди 59' Винце |                                                         | 39', 67' Фавзи | Стадион „Ђорђо Аскарели“, Напуљ Гледалаца: око 9.000 Судија: Барлесина (Италија) |

## Четвртфинале
31. мај/1. јуни
| Место   | 1 екипа      | Резултат  | 2. екипа   |
| ------- | ------------ | --------- | ---------- |
| Болоња  | Аустрија     | 2:1 (1:0) | Мађарска   |
| Милано  | Немачка      | 2:1 (0:1) | Шведска    |
| Фиренца | Италија      | 1:1 (1:1) | Шпанија    |
| Фиренца | Италија      | 1:0 (1:0) | Шпанија    |
| Торино  | Чехословачка | 3:2 (1:1) | Швајцарска |

| четвртак 31. мај 1934 16:30 | Аустрија            | 2 : 1 - (Детаљи) Архивирано на веб-сајту (17. октобар 2013) | Мађарска   | Стадион Литорале, Болоња Гледалаца: око 23.000 Судија: Матеа (Италија) |
| четвртак 31. мај 1934 16:30 | 5' Хорват 53' Зишек |                                                             | 67' Шароши | Стадион Литорале, Болоња Гледалаца: око 23.000 Судија: Матеа (Италија) |

| четвртак 31. мај 1934. 16:30 | Немачка         | 2 : 1 - (Детаљи) Архивирано на веб-сајту (17. октобар 2013) | Шведска    | Стадион Сан Сиро, Милано Гледалаца: око 3.000 Судија: Барласина (Италија) |
| четвртак 31. мај 1934. 16:30 | 60', 63' Хохман |                                                             | 83' Дункер | Стадион Сан Сиро, Милано Гледалаца: око 3.000 Судија: Барласина (Италија) |

| четвртак 31. мај 1934. 16:30 | Италија    | 1 – 1 прод. - (Детаљи) Архивирано на веб-сајту (4. март 2014) | Шпанија      | Стадион „Ђовани Берта“, Фиренца Гледалаца: око 35.000 Судија: Берт (Белгија) |
| четвртак 31. мај 1934. 16:30 | 44' Ферари |                                                               | 29' Регвејро | Стадион „Ђовани Берта“, Фиренца Гледалаца: око 35.000 Судија: Берт (Белгија) |

### Поновљена утакмица
| петак 1. јуни 1934. 16:30 | Италија   | 1 : 0 - (Детаљи) Архивирано на веб-сајту (17. октобар 2013) | Шпанија | Стадион „Ђовани Берта“, Фиренца Гледалаца: око 43.000 Судија: Мерсе (Швајцарска) |
| петак 1. јуни 1934. 16:30 | 11' Меаца |                                                             |         | Стадион „Ђовани Берта“, Фиренца Гледалаца: око 43.000 Судија: Мерсе (Швајцарска) |

| четвртак 31. мај 1934. 16:30 | Чехословачка                        | 3 : 2 - (Детаљи) Архивирано на веб-сајту (17. октобар 2013) | Швајцарска              | Стадион „Бенито Мусолини“, Торино Гледалаца: око 12.000 Судија: Баренек (Немачка) |
| четвртак 31. мај 1934. 16:30 | 24' Свобода 48' Соботка 83' Неједли |                                                             | 18' Килхолц 71' Абеглен | Стадион „Бенито Мусолини“, Торино Гледалаца: око 12.000 Судија: Баренек (Немачка) |

## Полуфинале
3. јун
| Место  | 1 екипа      | Резултат  | 2. екипа |
| ------ | ------------ | --------- | -------- |
| Рим    | Чехословачка | 3:1 (1:0) | Немачка  |
| Милано | Италија      | 1:0 (1:0) | Аустрија |

| Недеља 3. јун 1934. 16:30 | Чехословачка          | 3 : 1 - (Детаљи) Архивирано на веб-сајту (17. октобар 2013) | Немачка  | Стадион Национале ПНФ, Рим Гледалаца: око 15.000 Судија: Барласина (Италија) |
| Недеља 3. јун 1934. 16:30 | 21', 60', 81' Неједли |                                                             | 50' Ноак | Стадион Национале ПНФ, Рим Гледалаца: око 15.000 Судија: Барласина (Италија) |

| Недеља 3. јун 1934. 16:30 | Италија    | 1 : 0 - (Детаљи) Архивирано на веб-сајту (17. октобар 2013) | Аустрија | Стадион Сан Сиро, Милано Гледалаца: око 35.000 Судија: Еклинд (Шведска) |
| Недеља 3. јун 1934. 16:30 | 21' Гвајта |                                                             |          | Стадион Сан Сиро, Милано Гледалаца: око 35.000 Судија: Еклинд (Шведска) |

## Утакмица за треће место
| Место | 1 екипа | Резултат  | 2. екипа |
| ----- | ------- | --------- | -------- |
| Напуљ | Немачка | 3:2 (3:1) | Аустрија |

| четвртак 7. јун 1934. 18:00 | Немачка                  | 3 : 2 - (Детаљи) Архивирано на веб-сајту (17. октобар 2013) | Аустрија             | Стадион „Ђорђо Аскарели“, Напуљ Гледалаца: око 7.000 Судија: Караро (Италија) |
| четвртак 7. јун 1934. 18:00 | 1', 42' Лехнер 29' Конен |                                                             | 30' Хорват 55' Сеста | Стадион „Ђорђо Аскарели“, Напуљ Гледалаца: око 7.000 Судија: Караро (Италија) |

## Финале
| Место | 1 екипа | Резултат             | 2. екипа     |
| ----- | ------- | -------------------- | ------------ |
| Рим   | Италија | 2:1 (1:1, 0:0) прод. | Чехословачка |

| недеља 10. јун 1934. 17:30 | Италија ·            | 2 : 1 (прод.) (Детаљи) Архивирано на веб-сајту (15. март 2014) | Чехословачка · | Стадион Национале ПНФ, Рим Гледалаца: око 50.000 Судија: Еклинд (Швајцарска) |
| недеља 10. јун 1934. 17:30 | 80' Орси 95' Скјавио |                                                                | 70' Пуч        | Стадион Национале ПНФ, Рим Гледалаца: око 50.000 Судија: Еклинд (Швајцарска) |

| Победник Светског првенства 1934.            |
| -------------------------------------------- |
| Репрезентација Краљевине Италије Прва титула |

### Састав екипе победника
- Италија:

Ђанпјеро Комби, (Г), Ералдо Монцељо, Анђело Скјавио, Ђузепе Меаца, Енрке Гвајта, Ђовани Ферари, Рајмундо Орси, Луиђи Бертолини, Луис Монти, Луиђи Алеманди, Атилијо Ферарис, Гвидо Мазети (Г), Ђузепе Кавана (Г), Вирђинио Розета, Марио Пициоло, Пјетро Аркари, Феличе Борел, Армандо Кастелаци, Марио Варљен, Атилијо Денарија, Умберто Калигарис, Анфилођино Гваризи. 
Тренер Виторио Поцо 

## Листа стрелаца
| 5 голова - Олдрих Неједли 4 гола - Едмунд Конен - Анђело Скјавио 3 гола - Рајмундо Орси - Леополд Килхолц 2 гола - Јохан Хорват - Бернард Ворхоф - Антонин Пуц - Абдел Фавзи - Карл Хофман - Ернст Лехнер - Геза Толди - Ђовани Ферари - Ђузепе Меаца - Хосе Ирарагори - Свен Јонасон | 1 гол - Ернесто Белис - Алберто Галатео - Јозеф Бицан - Тони Шал - Карл Сеста - Матијас Зинделар - Карл Зишек - Леонидас - Јиржи Соботка - Франтишек Свобода - Жан Никола - Жорж Верије - Станислаус Кобјерски - Рудолф Ноак - Ото Зифлинг - Ђерђ Шароши - Пал Телеки - Јене Винце - Енрико Гваита - Кик Смит | 1 гол (наставак) - Лен Венте - Штефан Добаји - Исидро Лангара - Луис Регејро - Јеста Дункер - Кнут Крон - Андре Абеглен - Вили Јеги - Алдо Донели |